# Casa de Contratación
Die Casa de Contratación („Handelshaus“), auch Casa de la Contratación de las Indias genannt, wurde 1503 von dem Kastilischen Königspaar Isabella und Ferdinand gegründet, um die wirtschaftlichen Beziehungen zu Amerika zu fördern und zu überwachen. Die Casa de la Contratación in Sevilla gilt als die erste wissenschaftliche Einrichtung in Europa, in der die für die Seeschifffahrt relevanten Wissenschaften erforscht und gelehrt wurden. Die Casa de la Contratación hatte ihren Sitz in Sevilla. Sie wurde 1717 nach Cádiz verlegt und 1790 aufgelöst.

## Entwicklung

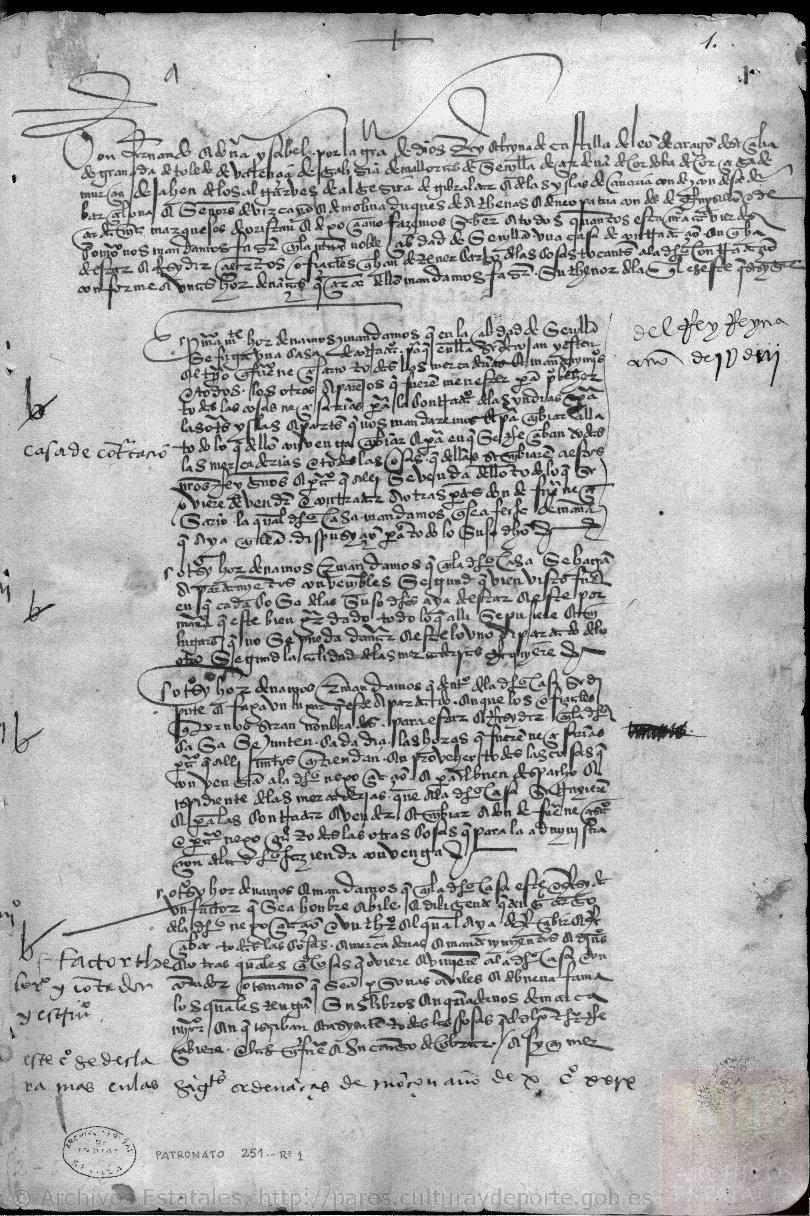
Real Provisión des kastilischen Königspaares zur Errichtung der Casa de la Contratación in Sevilla

Die Inbesitznahme der Gebiete in Amerika durch Kolumbus stellte die kastilische Krone vor neue Aufgaben. In kürzester Zeit musste eine Verwaltung aufgebaut werden, die in der Lage war, die Entdeckungsfahrten auszurüsten und die entstehenden Handelsbeziehungen zu überwachen.
Königin Isabella beauftragte im Jahr 1493 Juan Rodríguez de Fonseca, alle Angelegenheiten, die Amerika betrafen, zu organisieren.
Im Jahre 1503 führte die stetige Zunahme des Verkehrs nach Amerika und die damit verbundene Zunahme der Verwaltungsangelegenheiten dazu, dass Juan Rodríguez de Fonseca und seine Mitarbeiter, die ihnen übertragenen komplexen Aufgaben kaum noch bewältigen konnten.
Das Kastilische Königspaar beschloss daher, diese Aufgaben einer neu zu gründenden Institution zu übertragen, die nicht von einer Einzelperson, sondern von einem Kollegium geleitet werden sollte. Am 20. Januar 1503 ordneten sie die Gründung der Casa de la Contratación in Sevilla und entsprechender Einrichtungen in jedem der für den Handel mit Kastilien zugelassenen amerikanischen Häfen an.
Die Casa de la Contratación war nur am Anfang selbst am Handel beteiligt. Sie entfernte sich bald von dem Vorbild, der Casa da Índia der portugiesischen Krone, und beschränkte ihre Tätigkeit auf die Förderung und Kontrolle des Handels mit Amerika, auf fiskalischen Angelegenheiten und einige komplexe Kreditoperationen für das königliche Schatzamt.
In den ersten Jahren handelte die Casa de la Contratación als Behörde selbständig, später wurde der Consejo de Indias zum Vermittler zwischen der Casa de la Contratación und dem König.
In einem mehr als 200 Artikel umfassenden Erlass vom 11. November 1552 legte der kastilische König Karl I. die Regeln für die Arbeit der Casa de la Contratación bis ins kleinste Detail fest.
Bei einer Umorganisation im Jahr 1583 wurde die bisherige kollektive Leitung der Casa de la Contratación durch einen Präsidenten ersetzt. Nachdem es lange Zeit keinen Präsidenten gegeben hatte, wurde Pedro Gutiérrez Flores am 17. Juli 1593 zum Präsidenten ernannt, wobei er weiterhin Mitglied des Consejo de Indias blieb. Im Jahr 1596 wurde er bei der Eroberung von Cádiz von den Engländern gefangen genommen und dank des Versprechens, ein hohes Lösegeld zu zahlen, freigelassen. Nach dem Angriff ernannte Philipp II. am 26. Mai 1598 keinen Juristen, sondern den General der Armada und Kommandeur des Calatrava-Ordens Bernardino González Delgadillo y Avellaneda zum Präsidenten der Casa de la Contratación. Am 12. Mai 1717 verlegte König Philipp V. die Casa de la Contratación von Sevilla nach Cádiz. Der Hafen von Cádiz war für große Schiffe besser geeignet, ließ sich aber schlechter gegen Angriffe verteidigen. Mit der Verlegung nach Cádiz war eine Umstrukturierung der Behörde verbunden. Zwischen 1717 und 1754 lagen die Ämter des Präsidenten der Casa de la Contratación und des Intendanten der Marine in denselben Händen.
Die Einführung des Freihandels im Jahr 1778 und internationale Verträge machten die Casa de la Contratación Ende des 18. Jahrhunderts überflüssig. Die Behörde wurde 1790 aufgelöst.

### Gebäude

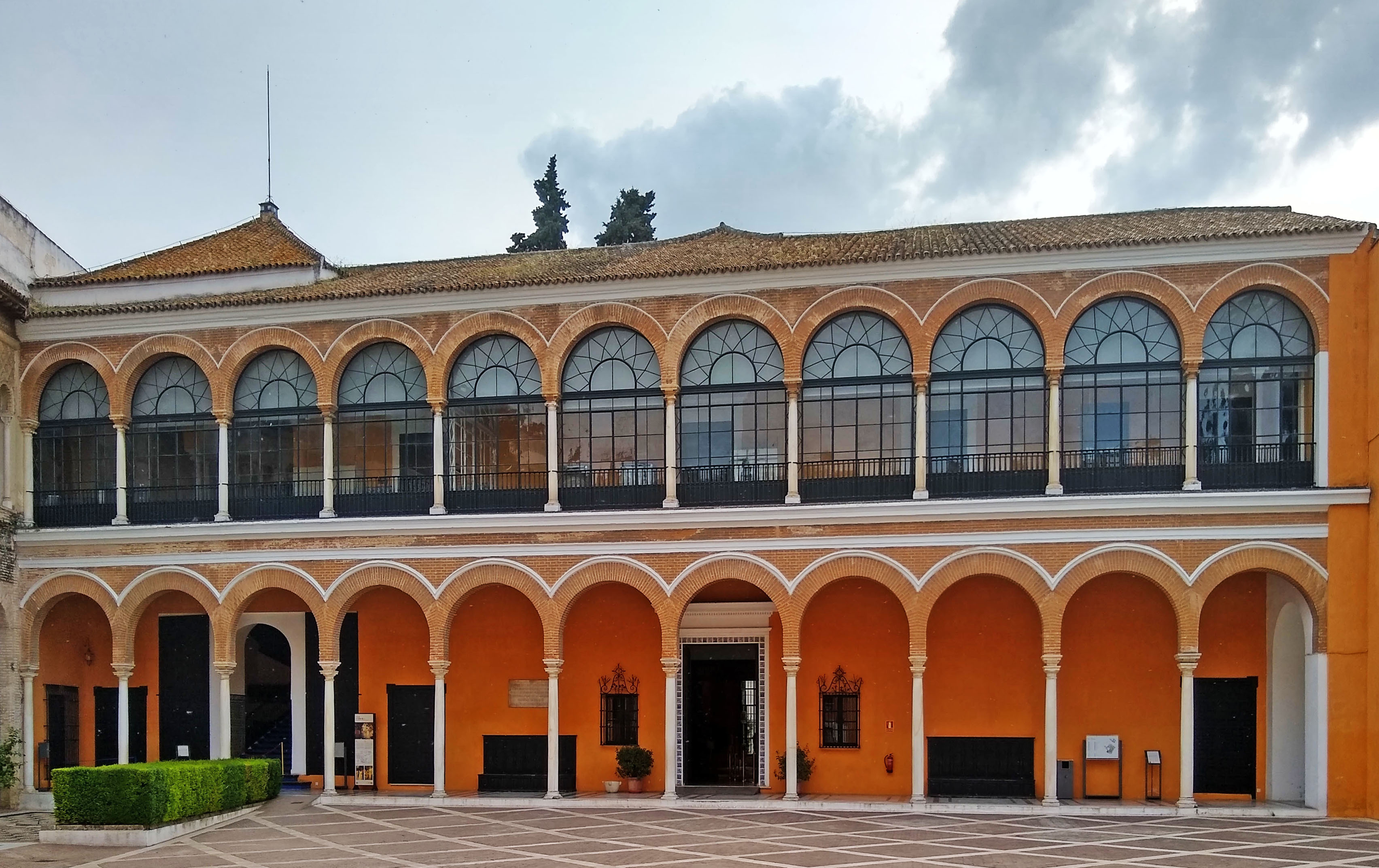
Das von der Casa de la Contratación de Indias genutzte Gebäude auf der Westseite des Patio de la Montería im Alcázar de Sevilla

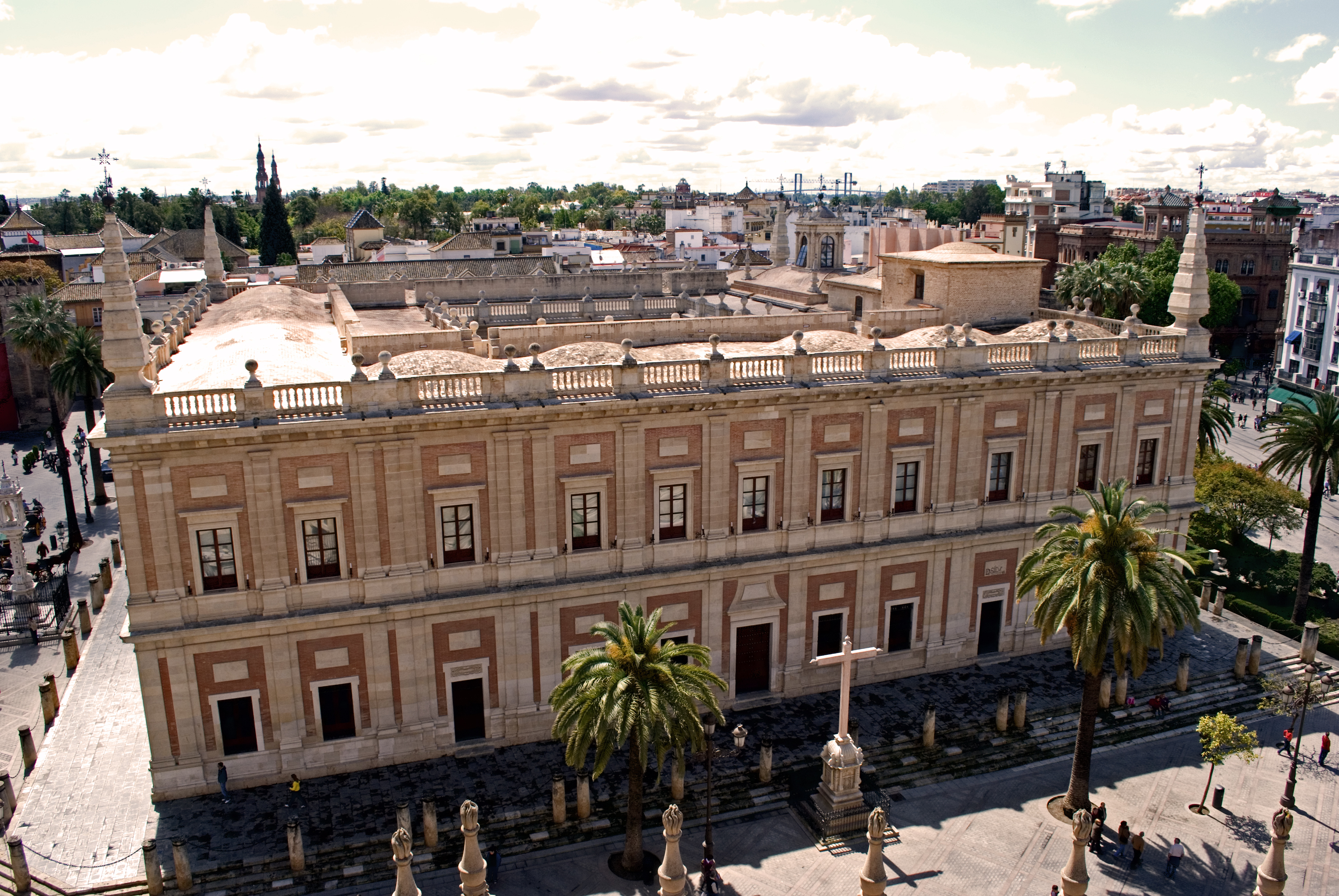
In der Casa de la Lonja fand ab 1622 der Unterricht in Kosmographie und Navigationskunst statt.

Sevilla war seit dem 13. Jahrhundert die wichtigste Stadt für den Handel mit Nordafrika, Portugal und den atlantischen Inseln. Mit 40.000 Einwohnern war sie die bevölkerungsreichste Stadt des Königreichs Kastilien. Die geographische Lage mit einem Hafen, der hundert Kilometer vom Meer entfernt lag, machte Sevilla zu einem geschützten Ort vor den Angriffen von Korsaren, Piraten, Banditen, Seeräubern und Filibustern. Die Stadt hatte eine lange Handelstradition mit Handelshäusern, Banken und ausländischen Agenten; sie beherbergte angesehene Handels- und Gerichtsinstitutionen, Werften und eine Bürokratie, die ihrem Status als Großstadt entsprachen.
Der erste Standort der Casa de la Contratación war die königliche Schiffswerft (Atarazanas Reales). Da der Guadalquivir diesen Standort häufig überschwemmte, wurde er bald aufgegeben. Stattdessen wurde die Casa de la Contratación in einem Bereich des Alcázar untergebracht, der als Cuerpo oder Cuarto de los Almirantes bekannt war, einem Gebäudeteil der nahe am Hafen lag.
Seit der Einrichtung des Amtes des Piloto Mayor im Jahr 1508 wurde der Unterricht in Navigationstechnik in dessen Privathaus abgehalten. Mit der Gründung des Lehrstuhls für Kosmographie und Navigationskunst im Jahr 1552 wurde die Kapelle der Casa de la Contratación als Unterrichtsraum eingerichtet. Ein königlicher Erlass vom 23. Mai 1622 bestimmte, dass der Unterricht künftig in der Casa de la Lonja stattfinden sollte.

### Personal
Am 14. Februar 1503 ernannte Königin Isabella drei königliche Beamte, die gemeinsam die Casa de la Contractacion leiteten. Der Factor (Verwalter der Sachwerte) war verantwortlich für den Kauf und die Lagerung aller Waren die nach Amerika geschickt oder von dort mitgebracht wurden, mit Ausnahme von Edelmetallen. Der Tesorero (Schatzmeister) war verantwortlich für die Verwaltung aller Vermögenswerte, Gold, Silber und Perlen und für die Verwaltung der Nachlässe der in Amerika Verstorbenen. Der Escribano-Contador (Rechnungsführer) führte die Rechnungsbücher, in denen alle Vorgänge, mit denen sich die Casa de la Contratación beschäftigte, eingetragen wurden. Nachdem König Ferdinand am 26. September 1511 der Casa de la Contratación die uneingeschränkte zivil- und strafrechtliche Zuständigkeit für alle Angelegenheiten im Zusammenhang mit dem Handel und der Schifffahrt mit Amerika verliehen hatte, wurden die drei Leiter der Casa de la Contratación Jueces Oficiales genannt.
In den ersten Jahren bestand das Stammpersonal der Casa de la Contratación aus dem Factor, dem Tesorero, dem Escribano-Contador, einem Richter für Justizangelegenheiten, einem Staatsanwalt, zwei Notaren, zwei Gerichtsdienern, zwei Pförtnern, zwei Schiffsinspektoren und einem Kerkermeister. Im Laufe der Jahre wurden die Aufgaben der Casa de la Contratación im Bereich der Wirtschafts-, Steuer- und Finanzverwaltung so komplex, dass es notwendig wurde, neue Ämter zu schaffen und eine große Anzahl von untergeordneten Beamten, Notaren, Assistenten, stellvertretenden Kommissaren usw. mit speziellen Aufgaben zu betrauten. Von zwei Dutzend Beamten im Jahr 1552 stieg die Zahl auf 110 im Jahr 1687. Darunter gab es einige, die keine besonderen Aufgaben hatten oder gewöhnlich abwesend waren. In den 30er Jahren des 17. Jahrhunderts begann der Verkauf der Ämter der Casa de la Contratación. Mit Ausnahme der Justizverwaltung, d. h. der drei Richter und des Staatsanwalts, gab es praktisch kein Amt innerhalb der Institution, das nicht zugunsten der Staatskasse verkauft wurde. Dies führte zu Korruption in den verschiedensten Formen (Bestechlichkeit, Amtspflichtverletzung, Vetternwirtschaft usw.) Eine 1643 von König Philipp IV. angeordnete Inspektion des Hauses führte zur Anklage fast des gesamten Personals.

## Aufgaben
Eine wichtige Aufgabe der Casa de la Contratación war anfangs die Versorgung Amerikas mit lebensnotwendigen Gütern und Ausrüstungsgegenständen. Später wurde dies weitgehend der Initiative privater Händler überlassen. Lediglich die Lieferung von Quecksilber, das zur Gewinnung von Silber aus Erzen notwendig war und dessen Handel ein königliches Monopol blieb, wurde von der Casa de la Contratación dauerhaft sichergestellt.

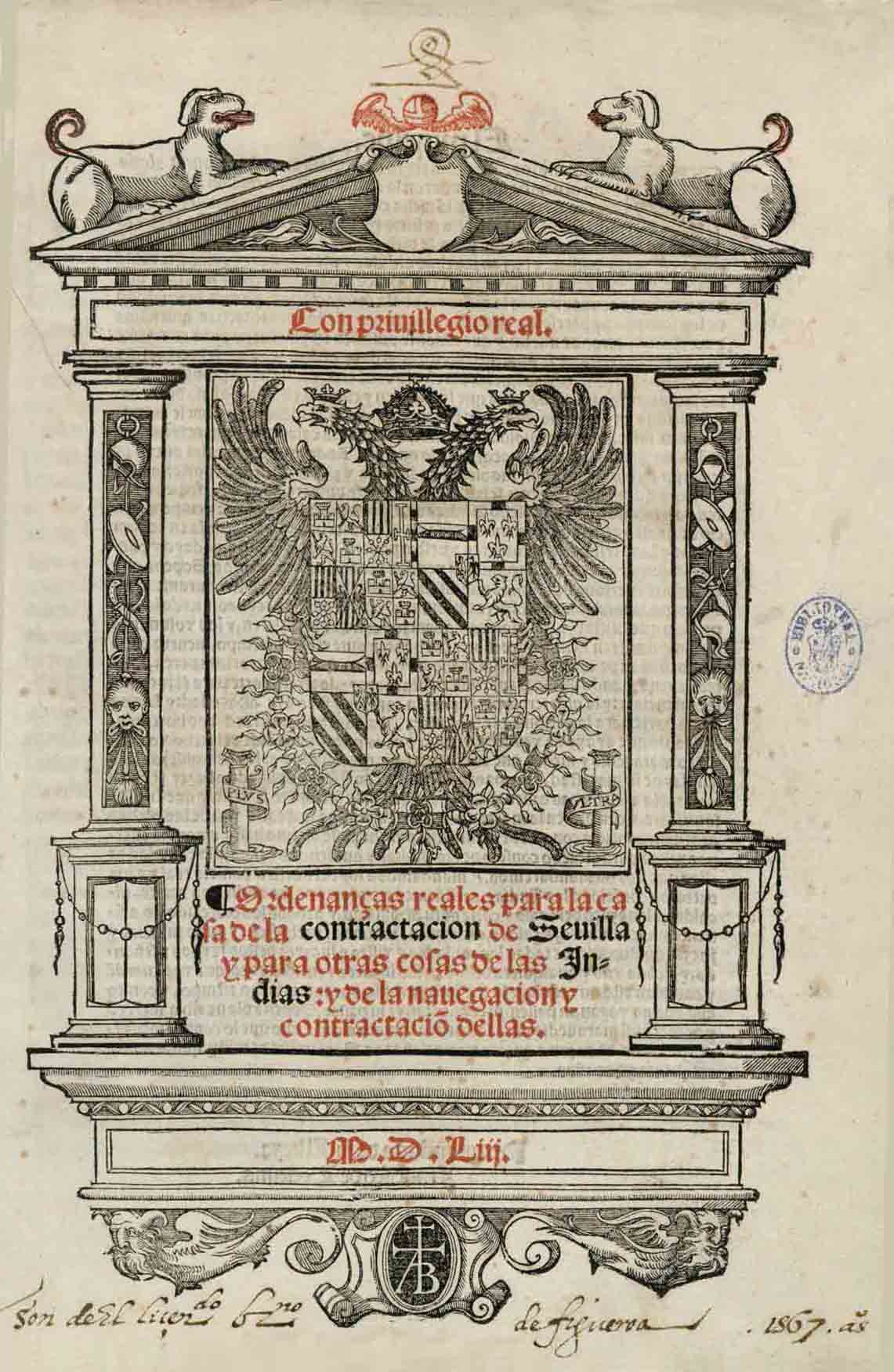
Ordenanças reales aus dem Jahr 1553

Die wichtigsten Zuständigkeiten und Befugnisse der Casa de la Contratación wurden in den Ordenanzas reales (königlichen Erlassen) festgelegt:
Die Casa de la Contratación war das Kontrollorgan der Regierung für die Schifffahrt, den Handel und die sonstigen Beziehungen zu den neuen Gebieten der Krone von Kastilien in Amerika. Sie war:
- zuständig für die Vorbereitung und Organisation der Carrera de Indias
- zuständig für die Prüfung des Zustands von Schiffen und Besatzungen,
- zuständig für die Organisation und Vorbereitung der Seestreitkräfte die die Handelsschiffe auf den Konvois begleiteten,
- zuständig für die Verwahrung des königlichen und privaten Vermögens, sowie des Vermögens der Verstorbenen,
- zuständig für die Einziehung verschiedener Steuern und Gebühren,
- zuständig für die Kontrolle der Auswanderung nach Amerika
- Finanzinstitut zur Ausgabe von Staatsanleihen,
- Gericht für Zivilprozesse und Strafsachen, die mit den Fahrten nach Amerika zu tun hatten.
- Wissenschaftliches Forschungszentrum und Schifffahrtsschule.[27]

### Behörde für die Kontrolle des überseeischen Verkehrs
Die Casa de la Contratación kümmerte sich um alles, was mit der Schifffahrt und dem Handel mit Amerika zu tun hatte. Sie legte die Mindestbesatzung, die Ausrüstung und die Ladungsgrenzen für die Schiffe fest. Dies wurde ebenso wie die Seetüchtigkeit und die Tonnage von den Schiffsinspektoren kontrolliert. Die Casa de la Contratación registrierte, überwachte und kontrollierte alle Waren die nach Amerika verschifft wurden und überprüfte, ob die in Übersee deklarierten Waren mit denen übereinstimmten, die in Sevilla ankamen.
Um die Beladung und Registrierung der Schiffe auf dem Weg nach Amerika zu erleichtern, wurde 1508 festgelegt, dass dies auch in Cádiz und Sanlúcar de Barrameda erledigt werden konnte, allerdings unter der Aufsicht eines Kontrolleurs, der direkt der Casa de la Contratación unterstand. Das Register von Cádiz galt jedoch nur für die Hinfahrt. Auf der Rückfahrt mussten die Schiffe direkt in Sevilla einlaufen, ohne an irgendeiner Station etwas entladen zu können.
Die Casa de la Contratación war beauftragt verschiedene Steuern und Gebühren einzuziehen und zu verwalten.
- Die Alcabala war eine Steuer, die alle Verkäufe und Käufe mit einem Steuersatz von 10 % besteuerte.
- Der Almojarifazgo mayor de Sevilla war eine Zollabgabe, die für die gesamte Südküste Kastiliens von der Grenze zu Portugal bis zur Grenze zur Krone von Aragonien galt.
- Der Almojarifazgo de Indias war ein Zoll, der seit 1543 auf den Handel mit Amerika erhoben wurde, um den Finanzbedarf Karls V. im Krieg gegen Frankreich zu decken.
- Die Avería de armadas diente dazu, den militärischen Schutz der Handelsschiffe auf dem Weg nach Amerika und zurück zu finanzieren.
- Der Tercio de lonja war ein Beitrag zur Finanzierung der Baukosten der Lonja de Mercaderes.
- Die Avería consular, wurde zur Deckung der Kosten des Consulado de Cargadores verwendet.
- Darüber hinaus wurden Gebühren für die Vermessung des Schiffsraumes, die Registrierung und jede Überprüfung eines Schiffes erhoben.[29]

### Behörde für die Vorbereitung und Organisation der Flota de Indias

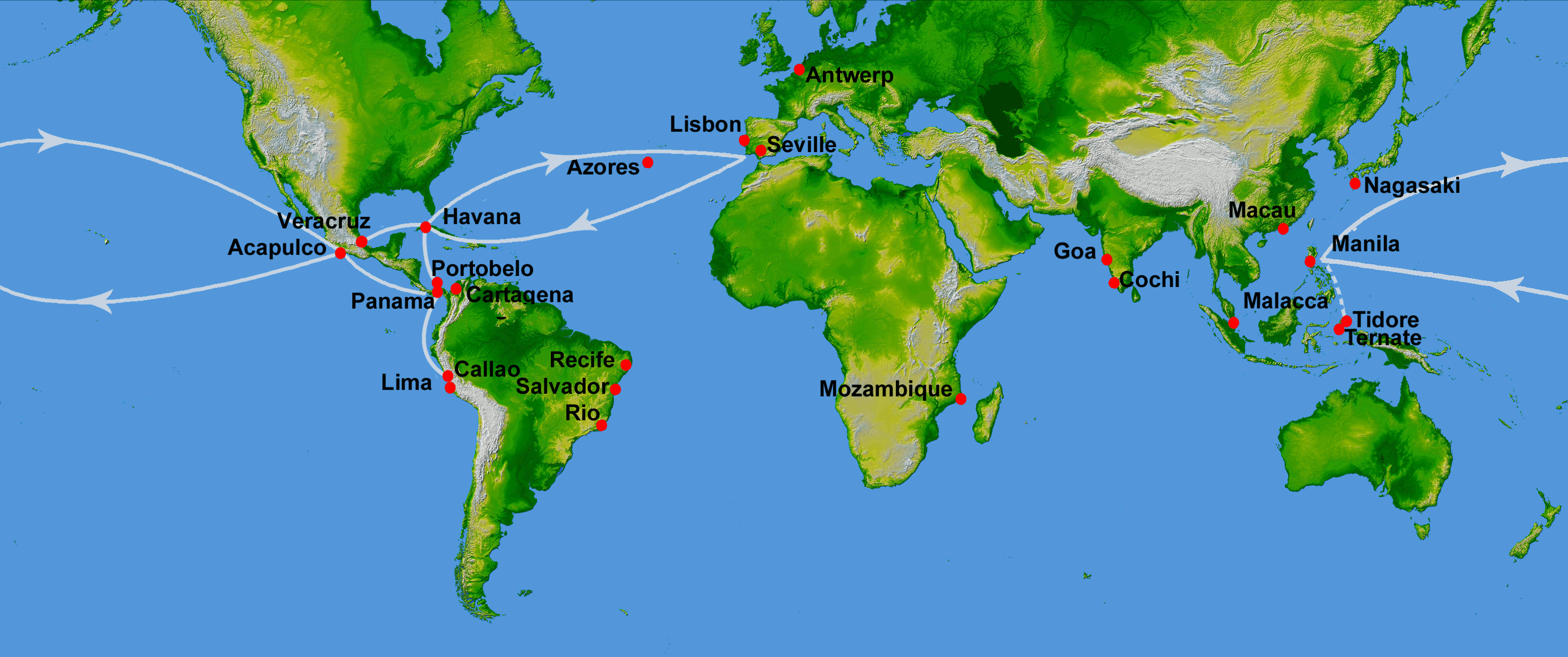
Reiseroute der Flota de Indias und der Galeón de Manila

Bis 1521 wurden die Reisen nach Amerika in einzelnen, ungeschützten Schiffen (navíos sueltos) durchgeführt. Dabei wurden die Reiseroute und die Termine frei gewählt. Die zunehmenden Angriffe von Piraten, Korsaren und Filibustern erforderten bald Maßnahmen zum Schutz der Schiffe. Der erste Schritt war die Bewaffnung der Handelsschiffe, doch als sich die individuelle Verteidigung als unzureichend erwies, wurde angeordnet, dass die Schiffe stets in geschlossener Formation fahren sollten. Ab 1521 waren Reisen nach Amerika nur noch in Konvois erlaubt, die von Kriegsschiffen geschützt wurden. Im Jahr 1543 wurde eine einzige jährliche Reise eingeführt. Die Flotte teilte sich in zwei Verbände einer nach Cartagena und Nombre de Dios, der andere nach Santo Domingo und Veracruz. Die Rückreise wurde gemeinsam von Havanna aus angetreten.
Im 16. Jahrhundert gab es kaum einen Unterschied zwischen Kriegs- und Handelsschiffen. Die kastilische Krone verfügte damals weder über eine Marine im heutigen Sinne noch über Kriegsschiffe. Bei der Zusammenstellung von Flotten war es üblich, so viele Handelsschiffe wie nötig zu requirieren oder von Privatpersonen zu chartern, die dann durch einfache Ausrüstung mit Soldaten und Artillerie zu Kriegsschiffen umfunktioniert wurden.
Die Organisation der nach Amerika fahrenden Flotten lag in der Verantwortung der Beamten der Casa de la Contratación. Jedes Mal, wenn eine neue Flotte vorbereitet wurde, sei es eine Handelsflotte oder eine Entdeckungsreise, wurde ein komplexer bürokratischer Apparat von Beamten und Mitarbeitern, die oft nur für einen begrenzten Zeitraum unter Vertrag genommen wurden, in Gang gesetzt.

### Verwahrstelle für eingehende Vermögenswerte des Königs und von Privatpersonen
Wenn eine Flotte in Sevilla eintraf, wurde das gesamte Edelmetall, unabhängig vom Eigentümer, in der Schatzkammer der Casa de la Contratación deponiert. Dort wurde es verschlossen und unter strenger Bewachung aufbewahrt, bis der König die Aushändigung an die Eigentümer genehmigte.
Das Geld, das aus Amerika in die Staatskasse floss, stammte hauptsächlich aus Steuern. Die wichtigste Einnahmequelle war die Erhebung des Quinto Real aus den Silberminen. Der Quinto del rey oder Quinto real war eine Abgabe an den König, die u. a. auf Einnahmen aus Bodenschätzen zu entrichten war. Sie betrug ein Fünftel des geförderten Materials. Mit diesen Einnahmen finanzierte die Monarchie zunächst die Ausgaben für ihre Verwaltung in Amerika, der verbleibende Rest wurde mit den Flotten nach Spanien gebracht. Die Lieferungen aus Amerika waren üblicherweise vor ihrer Ankunft bereits für bestimmte Zwecke vorgesehen. Der Präsident des Consejo de Hacienda wies den Tesorero der Casa de la Contratación an, die Zahlungen direkt mit dem hinterlegten Edelmetall zu tätigen.
Die aus Amerika nach Europa gebrachten Vermögenswerte stammten fast ausschließlich aus dem Bergbau, dem einzigen Wirtschaftszweig, der Überschüsse erwirtschaftete. Mit den Gewinnen aus dem Bergbau wurden die europäischen Waren auf den amerikanischen Märkten bezahlt. Amerikanische Geschäftsleute schickten einen Teil ihrer Gewinne nach Europa, um dort zu investieren. Auswanderer überwiesen Geld an ihre Angehörigen. Das Vermögen der in Amerika oder auf der Überfahrt Verstorbenen wurde an die Casa de la Contratación geschickt, die es an die Erben in Kastilien weiterleiten sollte.

### Finanzinstitut
Amerikanisches Gold und Silber ermöglichten es der Casa de la Contratación, vorübergehend zu einem Finanzinstitut im Dienste der Monarchie zu werden. Um die hohen Kosten der kurzfristigen Kreditaufnahme zu senken, beschloss Philipp II. die Casa de la Contratación in eine Geschäftsbank und einen Staatsschuldenfonds umzuwandeln. Auf diese Weise konnten die ständigen Einnahmen den Finanzbedarf der Monarchie decken, und es bestand kein Bedarf an Krediten von ausländischen Bankiers. Um Investoren anzulocken, wurden zwischen 5 und 7,14 Prozent jährliche Zinsen für die Schuldverschreibungen angeboten, die durch die rund 1.500.000 Silberdukaten gedeckt werden sollten, die jedes Jahr aus Amerika für den König eintrafen. Trotz der guten Voraussetzungen untergruben die übermäßige Bürokratisierung der Casa de la Contratación und die nicht fristgerechte Auszahlung der Zinsen die Glaubwürdigkeit des Projekts und verhinderten eine dauerhafte Einrichtung.

### Behörde für die Kontrolle der Auswanderung nach Amerika
In den ersten Jahren leistete die Casa de la Contratación eine bemerkenswerte Arbeit bei der Anwerbung von Kolonisten für die Besiedlung und Kolonisierung der neuen amerikanischen Länder. Seit dem 8. Januar 1504 kontrollierte die Casa de la Contratación, ob Personen, die nach Amerika aufbrechen wollten, einreiseberechtigt waren. Zeitweise wurden bestimmte Personengruppen von der Reise nach Amerika ausgeschlossen, weil befürchtet wurde, dass sie eine Gefahr für die Evangelisierung der Ureinwohner darstellen könnten. Das betraf zunächst Juden, Muslime und Häretiker. Später wurde das Verbot auch auf Conversos und von der Inquisition Verurteilte sowie deren Nachkommen ausgedehnt. Die Ausreise war lange Zeit nur Inländern gestattet. Der Begriff wurde unterschiedlich definiert: Meist als Bürger des Herrschaftsgebietes der Krone von Kastilien oder der Herrschaftsgebiete Kaiser Karls oder König Philipps. Besondere Ausreisebeschränkungen bestanden auch für Kleriker und Juristen. Die Namen und persönlichen Daten der nach Amerika reisenden Personen sowie der Name des Schiffes und des Schiffsführers wurden nach der Ausstellung der Lizenzen durch die Casa de la Contratación in die Libros de asientos de pasajeros eingetragen.

### Gerichtshof
Seit ihrer Gründung fungierte die Casa de la Contratación auch als Gericht für Rechtsstreitigkeiten, die sich im Zusammenhang mit den Reisen nach Amerika ergaben. Im September 1511 übertrug König Ferdinand der Casa de la Contratación offiziell die Zivil- und Strafgerichtsbarkeit in Fällen, die den Handel und die Schifffahrt nach Amerika betrafen. Mit der Schaffung des Consulado de Cargadores a Indias (Handelskammer) im Jahre 1543 verlor die Casa de la Contratación ihre Zuständigkeit für Handelssachen. Bei einer Umorganisation der Casa de la Contratación im September 1583 wurde ein neuer Gerichtshof mit zwei ausgebildeten Juristen als Richter an der Casa de la Contratación eingerichtet. Dieser hatte die ausschließliche Zuständigkeit für Zivil- und Strafsachen im Zusammenhang mit amerikanischen Angelegenheiten; der Consejo de Indias war das Berufungsgericht. Der Consulado de Cargadores a Indias de Sevilla war für Handelsangelegenheiten zuständig, die ausschließlich die Cargadores de Indias betrafen.

### Abteilung für Kosmografie
Mit der Ernennung von Amerigo Vespucci zum Piloto Mayor begann 1508 die Arbeit der Abteilung für Kosmografie der Casa de la Contratación. Die Abteilung entwickelte sich von einer Einrichtung, in der erfahrene Seeleute ihr praktisches Wissen an zukünftige Seeleute weitergaben, zu einer Institution, in der wissenschaftliche Forschung in allen Wissensgebieten der Seefahrt betrieben wurde. Die Ergebnisse dieser Forschung wurden bei der Ausbildung von Piloten weitergegeben und dienten für die Herstellung einer Musterkarte, dem Padrón Real, und der Verbesserung der Navigationsinstrumente.
Die Abteilung für Kosmografie der Casa de la Contratación war zuständig für:
- die Ausbildung der Piloten
- die Prüfung der Piloten
- die Sammlung von Informationen über die Seegebiete
- die Herstellung des Padrón Real
- die Herstellung von Kopien von Teilen des Padrón Real für die Amerikafahrten
- die Zusammenstellung von Karten und Instrumenten für Forschungsexpeditionen
- die Herstellung von repräsentativen Karten nach dem Padrón Real
- die Herstellung von nautischen Instrumenten